# 切卡诺
切卡诺（義大利語：Ceccano），是意大利弗罗西诺内省的一个市镇。总面积60.5平方公里，人口22843人，人口密度377.6人/平方公里（2009年）。ISTAT代码为060024。

## 友好城市
- 法國 普卢扎内